# Eleição municipal de São Carlos em 2004
A eleição municipal de São Carlos em 2004 foi o 14.º pleito eleitoral realizado na história do município. Ocorreu oficialmente em 1 de outubro e foi disputada em turno único, dado que São Carlos por não ter 200 000 eleitores registrados e aptos ao voto, não atende ao critério eleitoral definido pelo inciso II do artigo n.º 29 da Constituição Federal para a realização de um 2.º turno caso nenhum dos candidatos a prefeito alcance maioria absoluta dos votos. Neste caso, o(a) vencedor(a) é escolhido por maioria simples.
Segundo dados do Tribunal Superior Eleitoral, 140 218 eleitores compunham o eleitorado são-carlense apto a eleger 1 prefeito, 1 vice–prefeito e 13 vereadores para a Câmara Municipal em 2004.

## Candidaturas oficiais
| N.º | Nome              | Partido | Vice                   | Coligação                                                           | Situação   |
| --- | ----------------- | ------- | ---------------------- | ------------------------------------------------------------------- | ---------- |
| 13  | Newton Lima       | PT      | Emerson Leal (PMDB)    | São Carlos melhor para Todos PT / PMDB / PDT / PTN / PCdoB          | Eleito     |
| 16  | Eraldo Strumiello | PSTU    | Denise Mega (PSTU)     | partido isolado                                                     | Não eleito |
| 25  | Dagnone de Melo   | PFL     | Marquinho Amaral (PPS) | São Carlos: Ação e Competência PFL / PPS / PP / PSC / PMN           | Não eleito |
| 43  | Bragatto          | PV      | Mirjam Schiel (PCB)    | Pela Vida, Ambiente e Trabalho PV / PCB                             | Não eleito |
| 45  | Paulo Altomani    | PSDB    | João Paulo (PTB)       | Trabalho e Solidariedade PSDB / PTB / PSB / PL / PRTB / PTC / PTdoB | Não eleito |

## Campanha eleitoral
A campanha eleitoral foi marcada por uma nova disputa envolvendo os 3 principais candidatos da eleição anterior: o prefeito em exercício Newton Lima (PT), ex-reitor da UFSCar, que buscava reeleger-se para um 2.º mandato consecutivo, algo inédito na história política do município, sendo que dessa vez contava com o apoio político do governo federal, à época chefiado por Luís Inácio Lula da Silva (PT); Dagnone de Melo (PFL), ex-prefeito e figura tradicional da política são-carlense, que buscava retornar ao comando do Poder Executivo municipal após sua frustrada tentativa de reeleição 4 anos antes; e o empresário Paulo Altomani (PSDB), candidato à prefeito pela 4.ª eleição seguida, contando dessa vez com apoio do governo estadual, à época chefiado por Geraldo Alckmin (PSDB). Além dessas três candidaturas, o PSTU indicou novamente Eraldo Strumiello como candidato à prefeito, tendo dessa vez como companheira de chapa a correligionária Denise Mega, enquanto o PV apostou na candidatura do então vereador Walcynir Bragatto, formando coligação com o PCB, que indicou Mirjam Schiel como candidata à vice-prefeita.

## Resultados eleitorais

### Poder Executivo
Newton Lima (PT) tornou-se o 1.º prefeito democraticamente eleito da história de São Carlos a reeleger-se para um 2.º mandato consecutivo após conquistar 48 876 votos, o equivalente a 42,84% dos votos válidos. Seu novo período à frente da Prefeitura iniciou-se em 1 de janeiro de 2005 e concluiu-se em 31 de dezembro de 2008.
| Candidatos a prefeito(a)   | Candidatos a prefeito(a) | Candidatos a vice-prefeito(a) | Votação | Votação     |
| Candidatos a prefeito(a)   | Candidatos a prefeito(a) | Candidatos a vice-prefeito(a) | Total   | Porcentagem |
| -------------------------- | ------------------------ | ----------------------------- | ------- | ----------- |
|                            | Newton Lima (PT)         | Emerson Leal (PMDB)           | 48 876  | 42,84%      |
|                            | Paulo Altomani (PSDB)    | João Paulo (PTB)              | 32 367  | 28,37%      |
|                            | Dagnone de Melo (PFL)    | Marquinho Amaral (PPS)        | 24 101  | 21,13%      |
|                            | Bragatto (PV)            | Mirjam Schiel (PCB)           | 7 560   | 6,63%       |
|                            | Eraldo Strumiello (PSTU) | Denise Mega (PSTU)            | 1 178   | 1,03%       |
| Total de votos válidos     | Total de votos válidos   | Total de votos válidos        | 114 082 | 114 082     |
| Votos apurados             |                          |                               |         |             |
| Votos válidos              | Votos válidos            | Votos válidos                 | 114 082 | 93,58%      |
| Votos em branco            | Votos em branco          | Votos em branco               | 2 499   | 2,05%       |
| Votos nulos                | Votos nulos              | Votos nulos                   | 5 331   | 4,37%       |
| Total de votos apurados    | Total de votos apurados  | Total de votos apurados       | 121 912 | 121 912     |
| Participação do eleitorado |                          |                               |         |             |
| Comparecimentos            | Comparecimentos          | Comparecimentos               | 121 912 | 86,94%      |
| Abstenções                 | Abstenções               | Abstenções                    | 18 306  | 13,06%      |
| Total de eleitores aptos   | Total de eleitores aptos | Total de eleitores aptos      | 140 218 | 140 218     |
| Fonte: Fundação SEADE      |                          |                               |         |             |

### Poder Legislativo
No sistema proporcional, pelo qual são eleitos os vereadores, o voto dado a um(a) candidato(a) é primeiro considerado para a coligação da qual o partido em que ele(a) é filiado(a) faz parte. O total de votos da coligação é o que define quantas cadeiras o partido terá. Definidas as cadeiras, os candidatos(as) mais votados(as) do partido são chamados a ocupá-las. 
Abaixo encontram-se os candidatos a vereador eleitos, reeleitos e os que ficaram como suplentes para a 14.ª legislatura, iniciada em 1 de janeiro de 2005 e concluída em 31 de dezembro de 2008.
| N.º   | Candidato(a)     | Coligação               | Votos obtidos | Porcentagem | Situação      |
| ----- | ---------------- | ----------------------- | ------------- | ----------- | ------------- |
| 13613 | Lineu Navarro    | PT / PDT / PCdoB        | 3 353         | 3,17%       | Reeleito(a)   |
| 43222 | Robertinho Mori  | PV / PCB                | 2 519         | 2,25%       | Eleito(a)     |
| 15144 | Laíde da UIPA    | PMDB / PTN              | 2 485         | 2,22%       | Reeleito(a)   |
| 12611 | Edson Fermiano   | PT / PDT / PCdoB        | 2 411         | 2,15%       | Reeleito(a)   |
| 43900 | Julieta Lui      | PV / PCB                | 2 320         | 2,07%       | Suplente      |
| 12345 | Pastor Heleno    | PT / PDT / PCdoB        | 2 310         | 2,06%       | Reeleito(a)   |
| 15555 | Diana Cury       | PMDB / PTN              | 2 229         | 1,99%       | Reeleito(a)   |
| 22222 | Caio Sales       | PL / PSB / PRTB / PTdoB | 2 128         | 1,90%       | Não eleito(a) |
| 45045 | Dorival Penteado | PSDB / PTB              | 2 086         | 1,86%       | Eleito(a)     |
| 45345 | Maurício Ortega  | PSDB / PTB              | 1 948         | 1,74%       | Eleito(a)     |
| 23640 | Rubens Maciel    | PFL / PPS               | 1 929         | 1,72%       | Eleito(a)     |
| 45655 | Pinheiro         | PSDB / PTB              | 1 847         | 1,65%       | Reeleito(a)   |
| 14008 | Paulo Gomes      | PSDB / PTB              | 1 779         | 1,59%       | Suplente      |
| 13013 | Géria            | PT / PDT / PCdoB        | 1 767         | 1,58%       | Reeleito(a)   |
| 13252 | Silvana Donatti  | PT / PDT / PCdoB        | 1 736         | 1,55%       | Suplente      |
| 45123 | Júlio César      | PSDB / PTB              | 1 734         | 1,55%       | Suplente      |
| 14001 | Baiano Freire    | PSDB / PTB              | 1 721         | 1,54%       | Suplente      |
| 25636 | Ratti            | PFL / PPS               | 1 679         | 1,50%       | Reeleito(a)   |
| 14014 | Catharino        | PSDB / PTB              | 1 669         | 1,49%       | Suplente      |
| 15115 | Dé               | PMDB / PTN              | 1 573         | 1,40%       | Suplente      |
| 15112 | Andrea Mazo      | PMDB / PTN              | 1 489         | 1,33%       | Suplente      |
| 23632 | Azuaite          | PFL / PPS               | 1 473         | 1,31%       | Reeleito(a)   |